# 大西洋革命

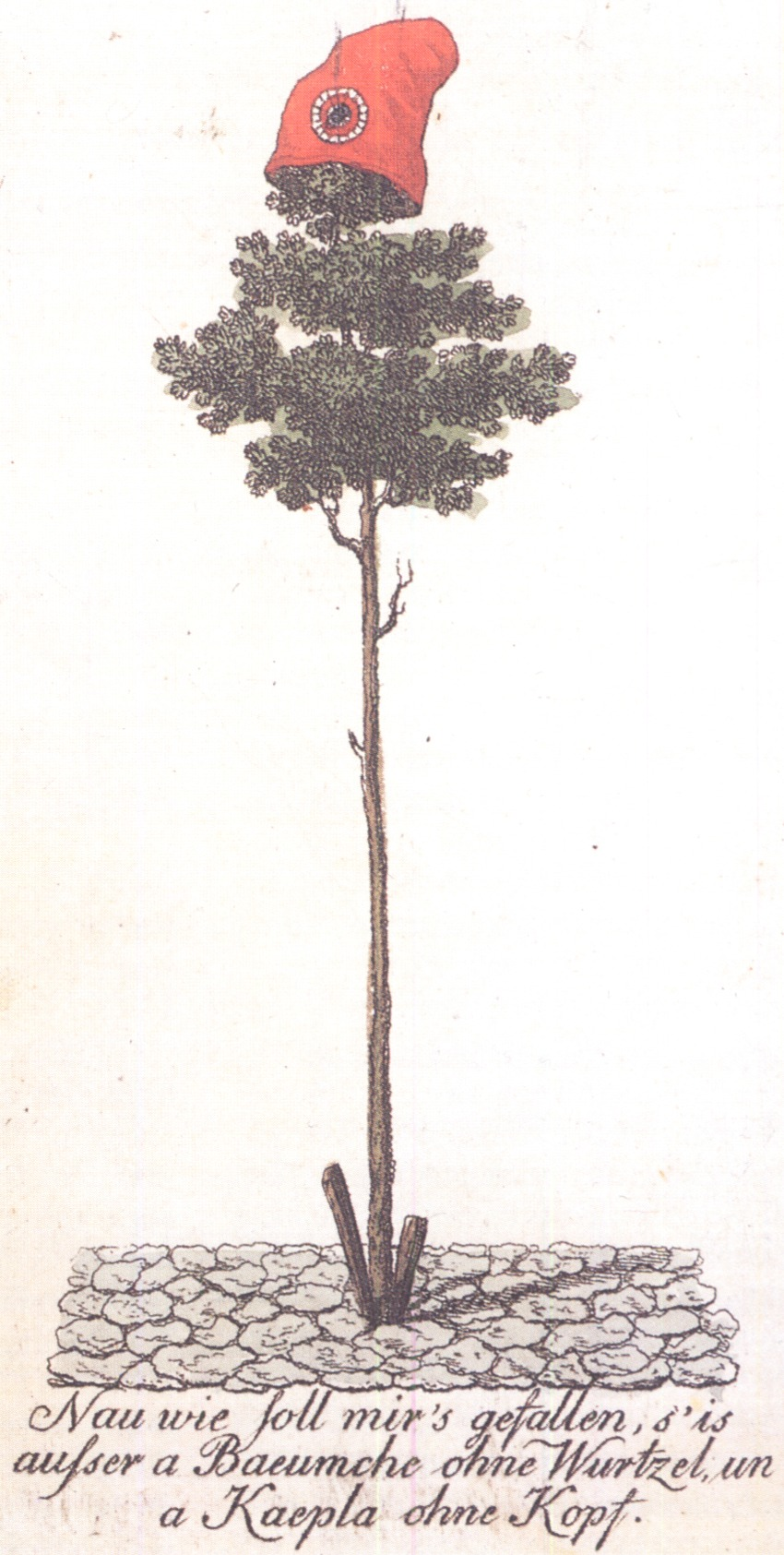
1793年にマインツで植樹された自由の木。当時の革命運動においては、しばしばこのようなシンボルが用いられた。

大西洋革命（たいせいようかくめい、英語: Atlantic Revolutions）は、18世紀後半から19世紀前半にかけての革命の波を指す表現。
1770年代から1820年代にかけての時期における大西洋世界に関わる現象であった。環大西洋革命（かんたいせいようかくめい、circum-Atlantic revolutions）とも呼ばれ、産業革命も含めた社会システムの変化の過程と説明されている。

## 概要
大西洋革命は、アメリカ合衆国（1775年 – 1783年）、フランスとその傘下のヨーロッパ（1789年 – 1814年）、ハイチ（1791年 – 1804年）アイルランド（1798年：ユナイテッド・アイリッシュメンによる反乱）、スペイン領アメリカ（1810年 - 1825年）など、南北アメリカ大陸とヨーロッパを揺るがした。また、より小規模の蜂起は、スイス、ロシア帝国、ブラジルでも起こった。各国の革命家たちは、他国の状況を承知しており、ある程度までは、他国の先例を模倣していた。
新世界における独立運動は、1775年から1783年にかけてのアメリカ独立革命によって始まったが、このときにはフランス、オランダ、スペインがアメリカ合衆国のイギリスからの独立を支援した。1790年代にはハイチ革命が起こった。スペイン本国が、ヨーロッパにおける諸々の戦争によって動きがとれなくなっている間に、アメリカ大陸のスペイン領植民地は1820年前後に次々と独立した。
長期的な観点から見れば、一連の革命は概ね成功した。その結果、共和主義思想が広く普及することとなり、貴族や王族、既成教会の打倒が広く行なわれることとなった。こうした動きは、例えば万人の平等のような啓蒙時代の普遍的な理念を強調し、その地域を支配する貴族の意向で下される正義ではなく、特定の利害に左右されない法の下での平等な正義が求められた。そこでは近代的な意味での革命の概念が提示され、まったく新しい統治が、実際に機能し得ることが示された。ここで芽生えた革命的な意識は、今日まで脈々と続いている。